# Motocyklowe Grand Prix Australii
Motocyklowe Grand Prix Australii – eliminacja Mistrzostw Świata Motocyklowych Mistrzostw Świata rozgrywana od 1989. Wyścig najczęściej jest rozgrywany na torze Phillip Island.

## Wyniki wyścigów w MMŚ
| Rok  | Tor            | Moto3               | Moto2            | MotoGP           |
| ---- | -------------- | ------------------- | ---------------- | ---------------- |
| 2023 | Phillip Island | Deniz Öncü          | Tony Arbolino    | Johann Zarco     |
| 2022 | Phillip Island | Izan Guevara        | Alonso López     | Álex Rins        |
| 2021 | Phillip Island | Odwołany            | Odwołany         | Odwołany         |
| 2020 | Phillip Island | Odwołany            | Odwołany         | Odwołany         |
| 2019 | Phillip Island | Lorenzo Dalla Porta | Brad Binder      | Marc Márquez     |
| 2018 | Phillip Island | Albert Arenas       | Brad Binder      | Maverick Viñales |
| 2017 | Phillip Island | Joan Mir            | Miguel Oliveira  | Marc Márquez     |
| 2016 | Phillip Island | Brad Binder         | Thomas Lüthi     | Cal Crutchlow    |
| 2015 | Phillip Island | Miguel Oliveira     | Álex Rins        | Marc Márquez     |
| 2014 | Phillip Island | Jack Miller         | Maverick Viñales | Valentino Rossi  |
| 2013 | Phillip Island | Álex Rins           | Pol Espargaró    | Jorge Lorenzo    |
| 2012 | Phillip Island | Sandro Cortese      | Pol Espargaró    | Casey Stoner     |

| Rok  | Tor            | 125 cm3        | Moto2           | MotoGP       |
| ---- | -------------- | -------------- | --------------- | ------------ |
| 2011 | Phillip Island | Sandro Cortese | Alex de Angelis | Casey Stoner |
| 2010 | Phillip Island | Marc Márquez   | Alex de Angelis | Casey Stoner |

| Rok  | Tor            | 125 cm3          | 250 cm3          | MotoGP          |
| ---- | -------------- | ---------------- | ---------------- | --------------- |
| 2009 | Phillip Island | Julián Simón     | Marco Simoncelli | Casey Stoner    |
| 2008 | Phillip Island | Mike di Meglio   | Marco Simoncelli | Casey Stoner    |
| 2007 | Phillip Island | Lukáš Pešek      | Jorge Lorenzo    | Casey Stoner    |
| 2006 | Phillip Island | Álvaro Bautista  | Jorge Lorenzo    | Marco Melandri  |
| 2005 | Phillip Island | Thomas Lüthi     | Dani Pedrosa     | Valentino Rossi |
| 2004 | Phillip Island | Andrea Dovizioso | Sebastian Porto  | Valentino Rossi |
| 2003 | Phillip Island | Andrea Ballerini | Roberto Rolfo    | Valentino Rossi |
| 2002 | Phillip Island | Manuel Poggiali  | Marco Melandri   | Valentino Rossi |

| Rok  | Tor            | 125 cm3         | 250 cm3         | 500 cm3         |
| ---- | -------------- | --------------- | --------------- | --------------- |
| 2001 | Phillip Island | Youichi Ui      | Daijiro Kato    | Valentino Rossi |
| 2000 | Phillip Island | Masao Azuma     | Olivier Jacque  | Max Biaggi      |
| 1999 | Phillip Island | Marco Melandri  | Valentino Rossi | Tadayuki Okada  |
| 1998 | Phillip Island | Masao Azuma     | Valentino Rossi | Michael Doohan  |
| 1997 | Phillip Island | Noboru Ueda     | Ralf Waldmann   | Àlex Crivillé   |
| 1996 | Eastern Creek  | Garry McCoy     | Max Biaggi      | Loris Capirossi |
| 1995 | Eastern Creek  | Haruchika Aoki  | Ralf Waldmann   | Michael Doohan  |
| 1994 | Eastern Creek  | Kazuto Sakata   | Max Biaggi      | John Kocinski   |
| 1993 | Eastern Creek  | Dirk Raudies    | Tetsuya Harada  | Kevin Schwantz  |
| 1992 | Eastern Creek  | Ralf Waldmann   | Luca Cadalora   | Michael Doohan  |
| 1991 | Eastern Creek  | Loris Capirossi | Luca Cadalora   | Wayne Rainey    |
| 1990 | Phillip Island | Loris Capirossi | John Kocinski   | Wayne Gardner   |
| 1989 | Phillip Island | Àlex Crivillé   | Sito Pons       | Wayne Gardner   |